# شيرلي سميث
شيرلي سميث (بالإنجليزية: Shirley Smith)‏ هي محامية نيوزيلندية، ولدت في 10 أكتوبر 1916، وتوفيت في 29 ديسمبر 2007.